# Allodape punctata
Allodape punctata är en biart som först beskrevs av Amédée Louis Michel Lepeletier och Audinet-serville 1825.  Allodape punctata ingår i släktet Allodape och familjen långtungebin. Inga underarter finns listade i Catalogue of Life.